# Kościół św. Marcina w Radziechowach
Kościół św. Marcina w Radziechowach – budowla sakralna, której historia sięga przełomu XIV i XV wieku. Po założeniu parafii radziechowskiej w 1390 roku wzniesiono w Radziechowach kościół. Na początku był drewniany, po jego pożarze wybudowano świątynię murowaną.
Kościół był wielokrotnie rozbudowywany. Najstarszą jego częścią, pochodzącą z przełomu XIV i XV wieku, jest prezbiterium. W miejscu drewnianej, pochodzącej z 1589 roku dzwonnicy, wzniesiono w 1800 r. nową, murowaną wieżę kościelną.
W 1722 roku dobudowano kaplicę św. Izydora. Jak notował pod rokiem 1722 w swym "Dziejopisie Żywieckim" żywiecki wójt, Andrzej Komoniecki, ...tego roku w Radzichowach przy kościele farnym świętego Marcina kaplicę świętego Izydora Rolnika  wymurowano, którą kopułką nakryto, ale jeszcze nie zasklepiono. W której we święty Marcin najpierwsza ekspozycja była Venerabilis Sancti Sacramenti na brackiej mszy świętej, jako przy solennym odpuście. A tę kaplicę dla Bractwa jego wystawiono. Co się stało za staraniem i kosztem Jego Mości księdza Grzegorza Pikulskiego, plebana radzichowskiego i fundatora tego Bractwa i kaplice tejże.
We wnętrzu kościoła znajdują się m.in. późnobarokowy ołtarz z rzeźbą św. Marcina i ambona z wizerunkami ewangelistów. Z dawnych zabytków sztuki kościelnej zachowały się rzeźby: Matki Boskiej z Dzieciątkiem (II poł. XIV w.) i Matki Boskiej (koniec XVI w.). Obie te gotyckie figury można zobaczyć w Muzeum Diecezjalnym w Krakowie.

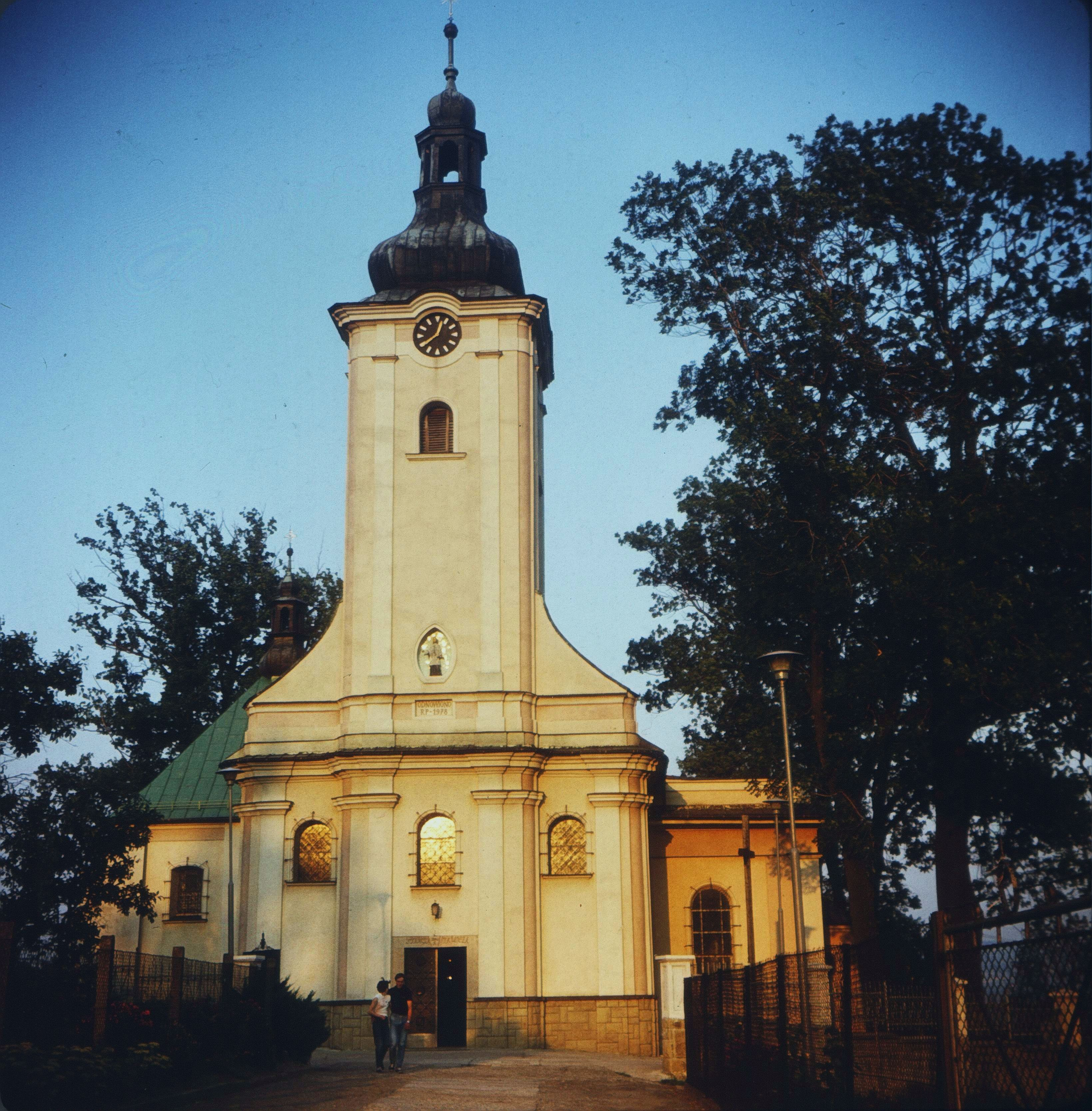
Kościół w 1985
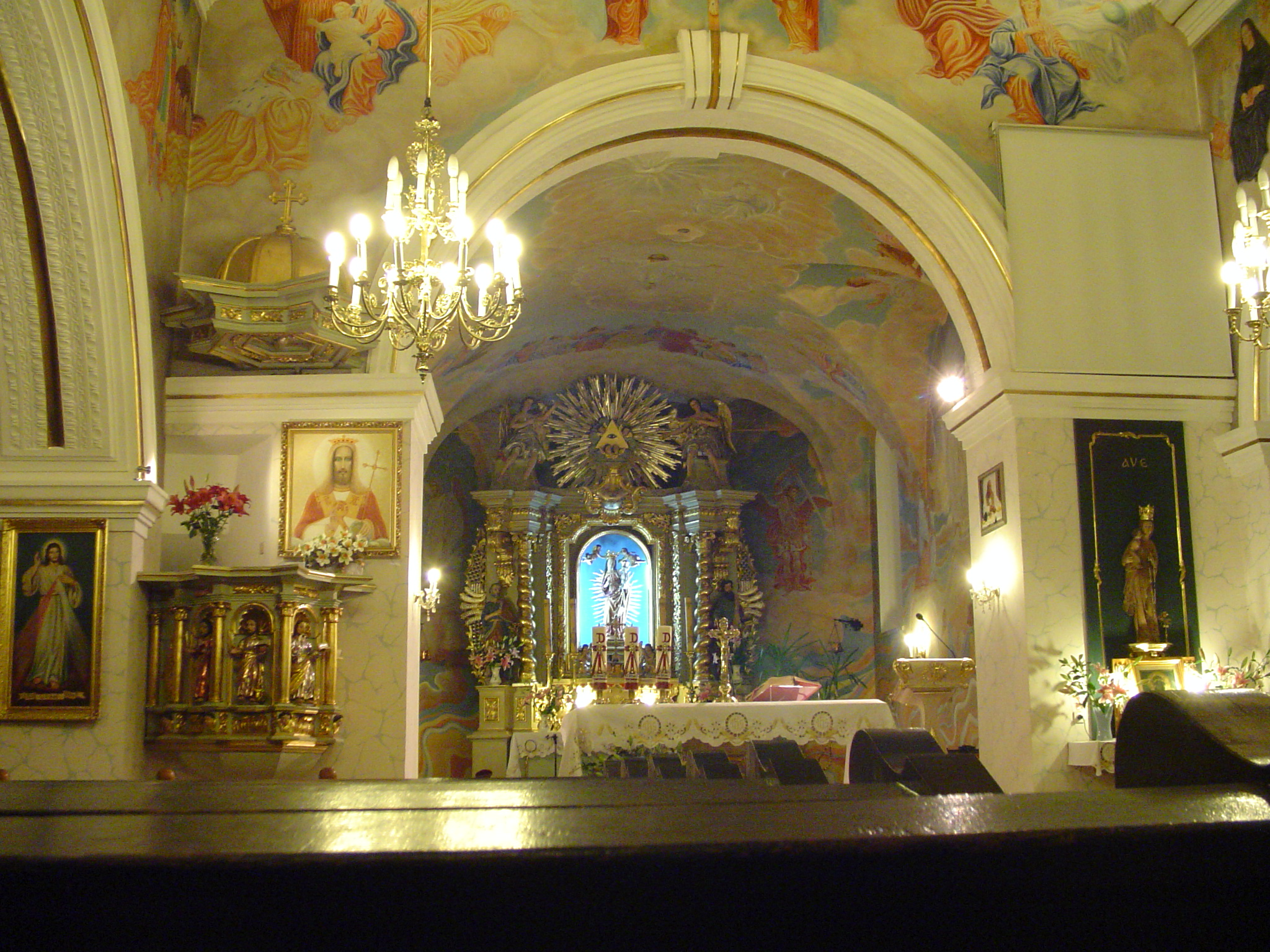
Wnętrze kościoła w Radziechowach

## Przyroda
W strefie poddaszy kościoła od szeregu lat istnieje kolonia rozrodcza rzadkiego i zagrożonego gatunku nietoperzy, podkowca małego (Rhinolophus hipposideros). Na podstawie kontroli tej kolonii, prowadzonych w czerwcu w latach 1992-2000 stwierdzono przebywanie w niej od 25 do 73 osobników tego gatunku. W celu trwałej ochrony populacji podkowca małego w kościele wyznaczony został specjalny obszar ochrony siedlisk, będący częścią europejskiej sieci ekologicznej Natura 2000. Na podstawie decyzji Komisji 9 kwietnia 2008 r. wyznaczony został obszar mający znaczenie dla Wspólnoty "Kościół w Radziechowach". Obszarowi temu nadany został kod: PLH240007. 29 sierpnia 2018, na podstawie rozporządzenia Ministra Środowiska, wyznaczony został specjalny obszar ochrony siedlisk o tej samej nazwie i kodzie. Powierzchnia obszaru objętego ochroną wynosi 0,06 ha. 